# The Girls of the Range
Pour plus de détails, voir Fiche technique et Distribution.
The Girls of the Range est un film muet américain réalisé par Francis Boggs et sorti en 1910.

## Fiche technique
- Titre : The Girls of the Range
- Réalisation : Francis Boggs
- Scénario :
- Photographie :
- Montage :
- Producteur : William Nicholas Selig
- Société de production : Selig Polyscope Company
- Société de distribution : Selig Polyscope Company
- Pays d'origine :  États-Unis
- Langue : film muet avec les intertitres en anglais
- Format : Noir et blanc — 35 mm — 1,33:1 — Muet
- Genre : Western
- Dates de sortie : 
  -  États-Unis : 1910

## Distribution
- Guy Oliver
- Tom Santschi